# Bahnhof Lorch (Württ)
Der Bahnhof Lorch (Württ) liegt am Streckenkilometer 39,9 der Remsbahn. Er wird von Regionalzügen bedient.

## Geschichte

### Planung und Bau
Mit Begeisterung nahmen die Bürger von Lorch die Nachricht auf, dass die Königlich Württembergische Staatsbahn eine Bahnlinie von Cannstatt nach Wasseralfingen errichten will. Doch dies brachte für die Marktgemeinde Schwierigkeiten mit sich. Gerade hier war das Tal der Rems besonders eng bebaut, sodass die Trasse mitten durch den Ort geführt wurde. Sogar Gebäude mussten weichen – unter anderem das Postgebäude und der Gasthof Gipfel. Die Staatsbahn richtete vier Übergänge ein: an der Stuttgarter Straße, der Haldenbergstraße, der Friedrichstraße und am Karlsplatz.
Um eine Behinderung des Zugverkehrs bei Hochwasser zu vermeiden, kam es zur Begradigung des Aimersbaches.
Die Staatsbahn stattete den Bahnhof mit einem zweistöckigen Stationsgebäude aus Sandstein aus. Es beherbergte auch die Post. Östlich davon stand ein Güterschuppen. Die Bahnanlage verfügte über ein Durchgangs-, ein Kreuzungs- und ein Holzverladegleis. Ein weiteres Gleis führte zum Güterschuppen.

### Eröffnung und Aufschwung für die Stadt Lorch
Am 25. Juli 1861 eröffnete Staatsbahn die Remsthalbahn und Lorch erlebte seinen erhofften Aufschwung. Am 22. Juni 1865 verlieh König Karl I. der Gemeinde die Stadtrechte. Die junge Stadt, die sich als Luftkurort im 19. Jahrhundert einen Namen machte, empfing viele Gäste und Ausflügler mit dem neuen Verkehrsmittel. Eine Postkutsche beförderte ab 16. Mai 1876 Reisende über Pfahlbronn nach Welzheim und zurück. Die Post erweiterte später die Linie bis Murrhardt.
Als erster Industriebetrieb begann die Teigwarenfabrik der Gebrüder Daiber 1876 die Produktion mit drei Arbeitern. 1890 kam die metallverarbeitende Fabrik der Gebrüder Zeitter dazu. Alsbald hatte Lorch auch einwohnermäßig den Sitz des Oberamts Welzheim überflügelt und nahm die Stellung des größten Orts des Bezirks ein.

### Ausbau des Bahnhofs
Am 23. Oktober 1891 verließ die Post das Bahnhofsgebäude und bezog das ehemalige Oberamtsgebäude (heute Rathaus) im Ortskern. Die Staatsbahn ließ das Empfangsgebäude um einen einstöckigen Anbau nach Osten hin erweitern.

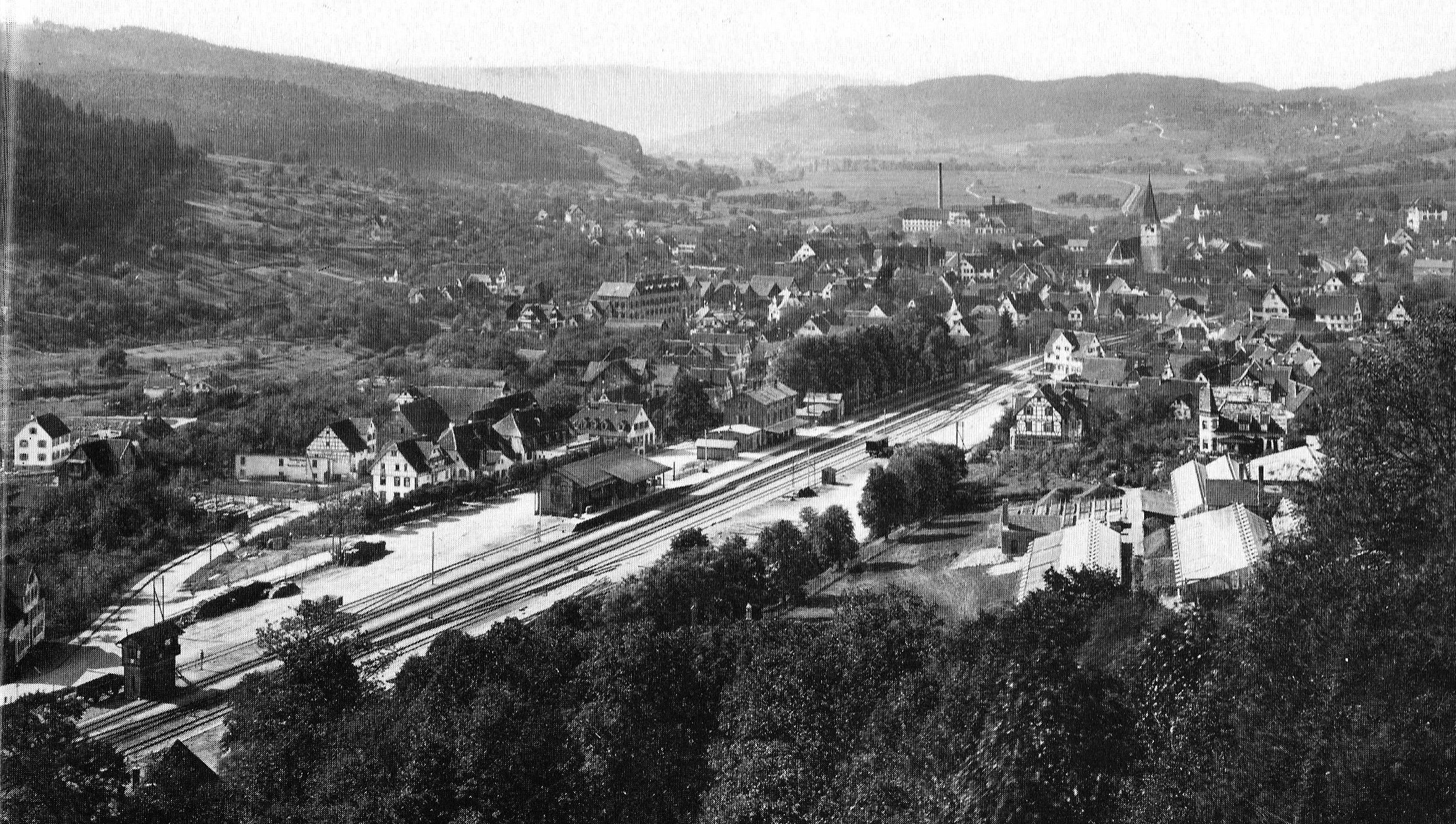
Bahnhof Lorch um 1895

Zur besseren Unterscheidung erhielt der Bahnhof später die Bezeichnung Lorch (Württ). Eine Seltenheit ist, dass die Staatsbahn selbst die in den Sandstein gehauene Beschriftung LORCH, an der Giebelseite des Empfangsgebäudes, um den neuen Namenszusatz (WÜRTT) ergänzte. Buchstaben und Zeichen wurden in schwarzer Farbe ausgemalt. Die Fläche darum bekam einen weißen Anstrich.
Am 22. Oktober 1902 stellte die Staatsbahn den zweigleisigen Ausbau zwischen Schorndorf und Lorch fertig. Dabei erfolgte auch der Ausbau der Bahnanlage. Die Staatsbahn nahm eine neue Holzverladestelle und zwei Stellwerke in Betrieb. Zur Entlastung des Bahnhofs Gmünd kam eine Wasserstation hinzu.
Seit 1904 überspannte eine Straßenbrücke, die Gipfelbrücke, östlich des Bahnhofs die Gleisanlagen. Diese Stahlbetonbrücke war mit 20 Metern Spannweite die bislang größte Brücke ihrer Art im Königreich Württemberg.

### Elektrifizierung, Modernisierung und Rückbau
Ab 1970 erfuhr der Bahnhof eine Modernisierung. Für die anstehende Elektrifizierung musste die alte Gipfelbrücke durch einen Neubau ersetzt werden. Die Deutsche Bundesbahn schloss alle Bahnübergänge und nahm am 26. September 1971 den elektrischen Betrieb zwischen Schorndorf und Aalen auf.
In den 1980er und 1990er Jahren stattete sie den Bahnhof mit einer am 31. Oktober 1987 eröffneten Unterführung aus und verkleinerte beim Umbau die Bahnanlagen auf zwei Durchgangsgleise und ein Gütergleis (inzwischen ebenfalls abgebaut).
Nach dem Abriss des Güterschuppens ließ die Stadtverwaltung an dessen Stelle Parkplätze errichten.
Der Fahrscheinverkauf über eine im Bahnhof befindliche Agentur wurde am 30. Juni 2015 eingestellt.

### Ausblick
Da das Stellwerk einen Umbauverbot unterliegt, könne es nicht an den Digitalen Knoten Stuttgart angeschlossen werden. Das weitere Vorgehen ist in Klärung.

## Bahnbetrieb
Der Bahnhof wird von Regionalzügen bedient. Auf Gleis 1, am Hausbahnsteig, halten die Züge Richtung Schwäbisch Gmünd, auf Gleis 2 die Richtung Schorndorf.
Der Bahnhof Lorch gehört bei der Deutschen Bahn AG der Preisklasse 5 an.
Der Bahnhof besitzt auf seiner östlichen wie auch westlichen Seite Überleitungen, die es ermöglichen, den Hausbahnsteig in beiden Richtungen zum Wenden von Zügen zu benutzen. Von dieser Möglichkeit wird jedoch nur bei Betriebsstörungen Gebrauch gemacht. Die Weichen sind seit Ende 2011 mit Weichenheizungen ausgestattet.
| Linie  | Strecke                                                    | Frequenz                                                                   | Betreiber                 |
| ------ | ---------------------------------------------------------- | -------------------------------------------------------------------------- | ------------------------- |
| MEX 13 | Stuttgart – Lorch (Württ) – Aalen – Ellwangen – Crailsheim | Halbstundentakt; bis Ellwangen Stundentakt, bis Crailsheim Zweistundentakt | Arverio Baden-Württemberg |